# کارچا
کارچا (به مجاری:  Karcsa) یک شهرداری در مجارستان است که در ناحیه تسیگاند واقع شده‌است. کارچا ۴۳٫۶۸ کیلومتر مربع مساحت و ۲٬۰۰۴ نفر جمعیت دارد.